# Arquidiocese de Antsiranana
A Arquidiocese de Antsiranana (Archidiœcesis Antsirananensis) é uma circunscrição eclesiástica da Igreja Católica situada em Antsiranana, Madagascar. Seu atual arcebispo é Benjamin Marc Balthason Ramaroson, C.M.. Sua Sé é a Cathédrale Sacré-Cœur de Jésus de Antsiranana.
Possui 29 paróquias servidas por 69 padres, abrangendo uma população de 1 953 969 habitantes, com 41% da dessa população jurisdicionada batizada (802 051 católicos).

## História
O vicariato apostólico de Madagascar Setentrional foi erigido em 5 de julho de 1898 com o breve Universi fidelium do Papa Leão XIII, recebendo seu território do antigo vicariato apostólico de Madagascar Setentrional, que ao mesmo tempo recebeu o nome de vicariato apostólico de Madagascar Central (hoje arquidiocese de Antananarivo). A nova circunscrição eclesiástica foi confiada aos missionários da Congregação do Espírito Santo.
Em 20 de maio de 1913 em virtude do decreto Cum in generalibus da Sacra Congregação para a Propagação da Fé assumiu o nome de vicariato apostólico de Diego Suarez.
Em 15 de março de 1923, cedeu uma parte de seu território em proveito da ereção do vicariato apostólico de Majunga (hoje diocese de Mahajanga).
Em 2 de fevereiro de 1932, cedeu outra parte do território à prefeitura apostólica das ilhas de Mayotte, Nossi-bé e Comores (hoje diocese de Ambanja).
Em 14 de setembro de 1955 com a bula Dum tantis do Papa Pio XII, o vicariato apostólico foi elevado a diocese, com o nome de diocese de Diego Suarez, sufragânea da arquidiocese de Tananarive (atual arquidiocese de Antananarivo).
Em 11 de dezembro de 1958, ela foi novamente elevada ao posto de arquidiocese metropolitana com a bula Qui benignissima do Papa João XXIII.
Em 29 de abril de 1989, recebeu a visita apostólica do Papa João Paulo II. Em 28 de outubro do mesmo ano, assumiu o nome atual em decorrência do decreto Apostolicis sub plumbo da Congregação para a Evangelização dos Povos.
Em 30 de outubro de 2000, cedeu mais uma parte do território em benefício da ereção da diocese de Fenoarivo Atsinanana.

## Prelados
| #                 | Nome                                       | Período     | Notas                      |
| Arcebispos        | Arcebispos                                 | Arcebispos  | Arcebispos                 |
| ----------------- | ------------------------------------------ | ----------- | -------------------------- |
| 4º                | Benjamin Marc Balthason Ramaroson, C.M.    | 2013-       | Atual                      |
| 3º                | Michel Malo, Ist. del Prado                | 1998-2013   |                            |
| 2º                | Albert Joseph Tsiahoana †                  | 1967-1998   |                            |
| 1º                | Edmond-Marie-Jean Wolff, C.S.Sp. †         | 1958 - 1967 |                            |
| Bispos            |                                            |             |                            |
| 3º                | Edmond-Marie-Jean Wolff, C.S.Sp. †         | 1947 - 1958 |                            |
| 2º                | Auguste Julien Pierre Fortineau, C.S.Sp. † | 1914-1946   |                            |
| 1º                | François-Xavier Corbet, C.S.Sp. †          | 1898-1914   |                            |
| Bispo coadjutor   |                                            |             |                            |
|                   | Auguste Julien Pierre Fortineau, C.S.Sp. † | 1914        |                            |
| Bispos-auxiliares |                                            |             |                            |
|                   | Michel Malo, Ist. del Prado                | 1993-1996   | Nomeado Bispo de Mahajanga |